# توماس من رندولف جونیور
توماس من رندولف (Thomas Mann Randolph) (زادهٔ ۱ اکتبر ۱۷۶۸ – درگذشتهٔ ۲۰ ژوئن ۱۸۲۸)، مزرعه‌دار، سرباز و سیاستمدار آمریکایی اهل ویرجینیا بود. او به عنوان عضو مجمع عمومی ویرجینیا، نماینده در کنگره ایالات متحده و همچنین به عنوان بیست و یکمین فرماندار ویرجینیا از سال ۱۸۱۹ الی ۱۸۲۲ خدمت کرد. او با مارتا جفرسون، بزرگ‌ترین دختر توماس جفرسون، سومین رئیس‌جمهور ایالات متحده ازدواج کرد. آنها یازده فرزند داشتند که دوران کودکی را به سلامتی طی کردند. رندولف در بزرگ‌سالی دچار اعتیاد به الکل شد و مدتی قبل از مرگش، از همسرش جدا شد.

## زندگی شخصی

### اوایل زندگی و تحصیلات
توماس من رندولف در ۱ اکتبر ۱۷۶۸ در تاکاهو در مستعمره ویرجینیا به‌دنیا آمد. توماس اولین پسر توماس من رندولف پدر و آنه کری رندولف دختر آرچیبالد کری بود. خواهرهایش او عبارت بودند از: مری رندولف، نویسنده کتاب «کدبانوی ویرجینا»؛ آنه کری («نانسی») رندولف، همسر گاورنر موریس و خواهر کوچکترش، ویرجینیا رندولف کری، نویسنده «نوشته‌هایی پیرامون شخصیت زن».
ویلیام رندولف، مهاجری اهل جزیره ترکیه، از اجداد وی بود. اجداد پدرش ریچارد رندولف (پدربزرگ آنه کری) و توماس رندولف اهل تاکاهو بودند. رندولف‌ها جزو اولین خانواده‌های ویرجینیا بودند. رندولف از سوی مادرش یکی از نوادگان پوکاهانتس بود.
همان‌طور که در میان بسیاری از خانواده‌های کشاورز رایج بود، رندولف تحصیلات اولیه خود را نزد مادر و معلمان خصوصی سپری کرد. او از سال ۱۷۸۵ الی ۱۷۸۸ در کالج ویلیام و مری در ویلیامزبورگ ویرجینیا و دانشگاه ادینبورگ اسکاتلند تحصیل کرد. اگرچه او فارغ‌التحصیل نشد، اما همچنان تحصیلاتش را به صورت خودآموز ادامه داد و به یک گیاه‌شناس برجسته تبدیل شد. در سال ۱۷۹۴، رندولف به عضویت انجمن فلسفه آمریکا انتخاب شد. توماس من رندولف پدر، زمینی را در وارینا برای رندولف خریداری کرد که او نیز آن را به مزرعه‌ای سودآور تبدیل کرد.

### ازدواج و فرزندان
در ۲۳ فوریه ۱۷۹۰، رندولف با مارتا جفرسون، دختر توماس جفرسون و همسرش مارتا ویلز اسکلتون جفرسون ازدواج کرد. خانواده‌های جفرسون و رندولف اجداد مشترک داشتند؛ آنها نوه‌های برادرانشان بودند. توماس جفرسون از فرزندان برادرزاده رندولف بود. پدر رندولف بخشی از دوران کودکی‌اش را با جفرسون در تاکاهو گذرانده بود. آنها در شهرستان آلبمارل زمین‌هایی کنار یکدیگر داشتند. توماس و مارتا رندولف اغلب در مانتیسلو می‌ماندند و هنگامی که توماس جفرسون حضور نداشت، تجارت شان را مدیریت می‌کرد. به پیشنهاد پدرهمسرش، رندولف فرمانده شبه‌نظامیان ویرجینیا و قاضی حل اختلاف محلی شد. این مردان علایق و دیدگاه‌های مشترکی داشتند.
رندولف‌ها دوازده فرزند داشتند:
- آنه کری رندولف (۱۷۹۱–۱۸۲۶) که با چارلز لوئیس بانکهِد ازدواج کرد، (۱۷۸۸–۱۸۳۳).[۱۰]
- توماس جفرسون رندولف (۱۷۹۲–۱۸۷۵) که با جین هالینز نیکلاس (۱۷۹۸–۱۸۷۱) دختر ویلسون کری نیکلاس ازدواج کرد.[۱۱]
- الن ویلز رندولف (۱۷۹۴–۱۷۹۵)، در طول سفری که پتسی و همسرش از ژوئیه ۱۷۹۵ تا اکتبر ۱۷۹۵ برای بهبود سلامتی او داشتند، در جوانی درگذشت.
- الن ویلز رندولف (۱۷۹۶–۱۸۷۶) که از روی نام همشیره متوفایش نام‌گذاری شده بود، با جوزف کولیج (۱۷۹۸–۱۸۷۹) ازدواج کرد.
- کورنلیا جفرسون رندولف (۱۷۹۹–۱۸۷۱). در دهه ۱۸۳۰، او مدرسه‌ای را در ادج هیل که آن موقع املاک برادرش بود، تأسیس کرد و در آنجا نقاشی، مجسمه‌سازی و طراحی تدریس می‌کرد. او کتاب «باغبان سالن پذیرایی: رساله‌ای در باب کلتور گیاهان زینتی خانگی» را ترجمه و منتشر کرد. او این کتاب را از فرانسوی ترجمه و آن را برای استفاده در آمریکا اقتباس کرد. کورنلیا هرگز ازدواج نکرد.[۱۲]
- ویرجینیا جفرسون رندولف (۱۸۰۱–۱۸۸۱) که با نیکلاس تریست (۱۸۰۰–۱۸۷۴) ازدواج کرد.[۱۳][۱۴]
- مری جفرسون رندولف (۱۸۰۳–۱۸۷۶). او در ادج هیل زندگی کرد و به زن برادرش، جین، کمک کرد تا بر خانواده برادرش توماس جفرسون رندولف نظارت کند. او و خواهرش کورنلیا در مواقع بیماری نیز از خانه‌های خواهر و برادرهای شان دیدن می‌کردند. او هرگز ازدواج نکرد.[۱۵]
- جیمز مدیسون رندلف (۱۸۰۶–۱۸۳۴) در ارگ ریاست جمهوری که اکنون قصر سفید نامیده می‌شود، در ۱۷ ژانویه ۱۸۰۶ به دنیا آمد.
- بنجامین فرانکلین رندولف (۱۸۰۸–۱۸۷۱) که با سارا شامپ «سالی» کارتر (۱۸۰۸–۱۸۹۶) ازدواج کرد.[۱۶]
- مری‌ودر لوئیس رندولف (۱۸۱۰–۱۸۳۷) که با الیزابت ای. مارتین (۱۸۱۵–۱۸۷۱) ازدواج کرد. پس از مرگش، مارتین با اندرو جکسون دانلسون، خواهرزاده رئیس‌جمهور اندرو جکسون ازدواج نمود.
- سپتیمیا آنه رندولف (۱۸۱۴–۱۸۸۷) که با  دیوید اسکات مایکلهام (۱۸۰۴–۱۸۴۹) ازدواج کرد.[۱۷]
- جورج وایت رندولف (۱۸۱۸–۱۸۶۷) که برای مدت کوتاهی در سال ۱۸۶۲ وزیر جنگ ایالات متحد آمریکا بود و با مری الیزابت آدامز پاپ (۱۸۳۰–۱۸۷۱) ازدواج کرد.[۱۸]

مارتا و توماس رندولف از نوامبر ۱۷۹۷ تا تابستان ۱۷۹۹ در بلمونت زندگی کردند. بلمونت متعلق به جان هاروی پدر بود که دوست جفرسون و پدراندر توماس من رندولف پدر بود که گابریلا هاروی را به عنوان همسر دوم خود انتخاب کرده بود. آنها تصمیم گرفته بودند تا سکونت‌گاه اصلی‌شان در شهرستان آلبمارل باشد و در عین حال املاک وارینا را هم حفظ کنند. در ژانویه ۱۸۰۰، خانواده رندولف‌ها به سمت ادج هیل (نزدیک شادول) نقل مکان کردند. پس از بازنشستگی پدرش، مارتا و فرزندانشان از سال شامل دوره‌ای که رندولف فرماندار بود، در مانتیسلو زندگی می‌کردند.

### اختلاف خانوادگی و از دست دادن ادج هیل
مادرش آنه کری رندولف در سال ۱۷۸۹ درگذشت. در اواخر سال ۱۷۹۰، توماس رندولف پدر در ۵۰ سالگی با گابریلا هاروی که هفده ساله و دختر جان هاروی بود، ازدواج کرد. آنها دو فرزندان داشتند، یک دختر که در کودکی درگذشت و یک پسر که نامش را توماس من رندولف (۱۷۹۲–۱۸۴۸) گذاشتند، گویی که «اولین پسرش را از ازدواج قبلی‌اش حذف می‌کرد». پدر رندولف در سال ۱۷۹۳ درگذشت و نابرادریش توکاهو ارث برد. رندولف به عنوان مجری وصیت‌نامه انتخاب شد، اما در کمال بهت و حیرت او، سرپرستی کودکان خردسال به او اعطا نشد.
پس از جنگ ۱۸۱۲، رندولف دچار مشکلات مالی و شخصی شد. او وارث بدهی شد. به علاوه، او به دلیل محصولات نامرغوب و قیمت پایین تنباکو عایدی چندانی نداشت. جفرسون دیگر به دنبال مشورت از او نبود و بیشتر به توماس پسر رندولف تکیه کرد. پسران او توماس و جورج بسیار به پدربزرگش جفرسون نزدیک بودند که شاید این امر در بروز اختلاف میان پدرشان و پدربزرگش نقش داشته‌است. رندولف به دلیل فقدان عقل سلیم و ناتوانی در کنترل خشم و به خاطر اعتیادش به الکل نتوانست توانایی‌های بالقوه خود را شکوفا کند. رابطه او با مارتا و فرزندانشان به دلیل مشکلات مالی و رفتارهای توهین‌آمیز او دچار مشکل شده بود.
رندولف مزارع وارینا را در سال ۱۸۲۵ به اکین خوش‌مشرب یا ایکن پطرزبورگی فروخت. مزارع ادج هیل، همراه با محصولات، ساختمان‌ها، حیوانات و بردگان آن، در سال ۱۸۲۵ ضبط رهن شد و عایدی حاصل از فروش محصولات نیز نتوانست تمام قرض‌های خانواده را بازپرداخت کند. خریداری که در طی حراجی ضبط رهن، این ملک را در ژانویه ۱۸۲۶ به تملک درآورد، پسر ارشد رندولف، توماس جفرسون رندولف بود. رندولف دیگر مالک زمین نبود که این امر بر توانایی او برای رأی دادن و تصدی سمت تأثیر گذاشت. خانواده‌اش به جای ادج هیل، انرژی خود را بر روی حفظ مانتیسلو که آن نیز در خطر مالی قرار داشت، متمرکز کرده بودند و این موضوع او را خفه‌تر کرد. هر چه بیشتر او خفه می‌شد، خانواده‌اش بیش از او فاصله می‌گرفتند.